# Fakjů pane učiteli
Fakjů pane učiteli, v originále  Fack ju Göhte, je německá komedie z roku 2013. Film režíroval a napsal Bora Dagtekin a v hlavních rolích se objevili Elyas M’Barek a Karoline Herfurthová. V německých kinech snímek zhlédlo přes 7 milionů diváků.
V České republice měl film premiéru v kinech 22. srpna 2014.
V roce 2015 bylo natočeno pokračování s názvem Fakjů pane učiteli 2.

## Obsah filmu
Bankovní lupič Zeki Müller je propuštěn z vězení a musí splatit své dluhy. Zekiho kamarádka Charlie před třinácti měsíci schovala jeho peníze z poslední loupeže na stavbě na pozemku Goethova gymnázia. Zeki sice místo najde pomocí GPS, ale zjistí, že zde byla nově vybudována tělocvična. Zeki chce získat své peníze zpět, a tak si chce zažádat ve škole o místo po zesnulém školníkovi, ale díky nedorozumění se stává dočasným učitelem. Seznamuje se se studenty a učiteli, mezi něž patří také Elisabeth „Lisi“ Schnabelstedtová, která je stážistkou na téže škole a sama kdysi tuto školu chodila.
Když se Ingrid Leimbachová-Knorrová, učitelka třídy 10.B (známé také jako nejhorší a nejproblematičtější třídy) pokusí o sebevraždu výskokem z okna, tak ředitelka přenáší řízení třídy na Lisi Schnabelstedtovou a Zeki se má ujmout Lisiny sedmé třídy. Lisi ovšem nemá patřičnou autoritu, kterou studenti potřebují a ošklivé žerty z jejich strany ji dohánějí k zoufalství. Zeki v noci pracuje v suterénu školy, kde potají hloubí tunel, aby si vzal své peníze. Aby mohl učit, zkopíruje Lisin certifikát, zfalšuje ho a vydává za svůj, Lisi ho ovšem odhalí a vydírá ho. Lisi tak dostane zpět svou původní třídu a Zeki musí jít učit do 10.B. Navíc Zekiho Lisi ubytuje u sebe výměnou za jeho snahu o nápravu 10.B.
Se svými nekonvenčními metodami a Lisinou záštitou získává Zeki respekt třídy v čele s jejich obávanými vůdci, Danielem („Dangerem“) a Chantal. Zekimu se navíc podaří zorganizovat akci graffiti na vlaku, aby vylepšil Lisinu image mezi studenty. Kromě toho zjišťuje, že Lisina mladší sestra je zamilovaná do Dangera a podněcuje tak vztah mezi nimi a též se pro úřady stane Lauřiným opatrovníkem. Zeki a Lisi se do sebe pomalu začínají zamilovávat.
Zeki nachází pří svém hloubení tunelu časovou schránku, kam před lety Lisi napsala svá tajná přání a cítí k ní náklonnost. Později Zeki v tunelu nachází také peníze. Krátce nato Lisi objeví tunel, protože během tělocviku jeden z jejích studentů prorazil podlahu tělocvičny a dozví se tak o Zekiho zločinecké minulosti. Lisi s ním přerušuje veškerý kontakt. Zeki se ze zoufalství opět chce věnovat loupežím. Jeho kamarádka Charlie ho přesvědčuje, že se kvůli Lisi může změnit k lepšímu a když ho nepřesvědčí jde za Lisi, které Zeki zanechal peníze, které našel, a dopis, kde popisuje, že mu záleželo jak na jeho třídě, tak na Lisi. Ona se začne snažit Zekiho zase dostat zpět na tu lepší cestu a to se jí s pomocí 10.B opravdu podaří.
Zeki zruší plánovanou loupež a vydává se zpět se studenty. Malým podvodem se dostane k Lisi domů, dá jí šaty na nadcházející školní ples a milostný dopis s možnostmi ANO, NE, SNAD; přesně jak si Lisi kdysi přála a psala o tom ve svém dopise z časového pouzdra. Před ředitelkou školy Zeki přiznává, že není učitel a ani nemá vysokou školu. Nicméně ředitelka ho chce ve škole ponechat, a tak mu zfalšuje maturitní vysvědčení. Třída 10.B je totiž pod jeho vedením ochotna chodit na hodiny a učit se. Zeki se tedy rozhodne zůstat.

## Hrají
| Elyas M’Barek        | Zeki Müller                       |
| Karoline Herfurthová | Elisabeth „Lisi“ Schnabelstedtová |
| Katja Riemannová     | ředitelka Gudrun Gerster          |
| Jana Pallaskeová     | Charlie                           |
| Alwara Höfels        | Caro Meyerová                     |
| Jella Haaseová       | Chantal Ackermannová              |
| Max von der Groeben  | Daniel „Danger“ Becker            |
| Anna Lena Klenkeová  | Laura Schnabelstedtová            |
| Gizem Emre           | Zeynep                            |
| Aram Arami           | Burak                             |
| Uschi Glasová        | Ingrid Leimbachová-Knorrová       |
| Farid Bang           | Paco                              |
| Margarita Broichová  | paní Siebertsová                  |
| Christian Näthe      | učitel biologie                   |
| Bernd Stegemann      | pan Gundlach                      |
| Erdal Yıldız         | Attila                            |
| Laura Osswaldová     | učitelka v základní škole         |

## Vznik filmu

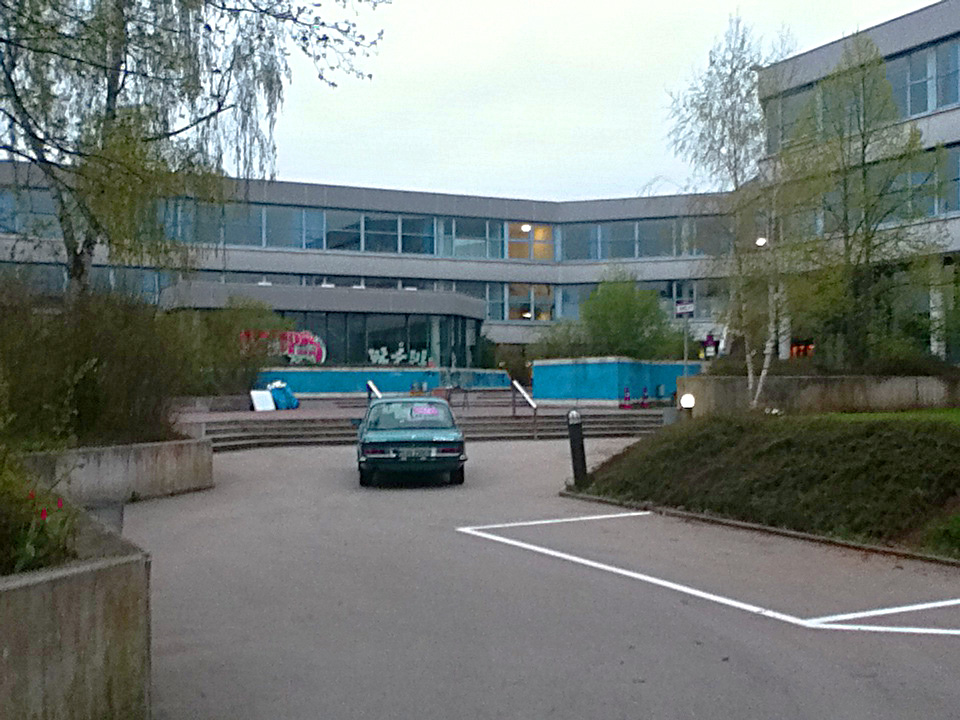
Místo natáčení filmu

### Casting
Roli Zekiho Millera napsal Dagtekin přímo pro Elyase M’Bareka. M’Barek a Dagtekin již společně pracovali na televizních seriálech Schulmädchen, Deník doktorky, Turečtina pro začátečníky a filmu Turecky snadno a rychle. Producentka Lena Schömann chválila M’Bareka za jeho „neuvěřitelnou disciplínu“, protože herec již měsíce před natáčením cvičil pět dní v týdnu s osobním trenérem a přibral osm kilo svalové hmoty.
Hlavní ženskou roli získala vítězka Grimmovy ceny, Karoline Herfurthová, která se předtím objevovala v komediích, například v roce 2001 ve filmu Holky to chtěj taky a jeho pokračování z roku 2004. Producentka Lena Schömannová nazvala Herfurthovou ideální volbou pro její „skvělý smysl pro komedii a načasování“. Roli ředitelky školy získala Katja Riemannová, která se objevila v Turečtině pro začátečníky a Uschi Glasová ztvárnila menší roli nervově zhroucené učitelky Ingrid Leimbachové-Knorrové.

### Natáčení
Film se natáčel převážně v Mnichově a Berlíně. Gymnázium Lise Meitnerové v Mnichově sloužilo jako filmové kulisy fiktivního Goethova gymnázia. V Berlíně byly natáčeny scény z bazénu nebo z vězení. Natáčení začalo 28. dubna 2013 a trvalo 41 dnů.

## Soundtrack
1. „Cheating“ – John Newman
2. „Fack Ju Göhte Beat“ – Djorkaeff
3. „Error“ – Madeline Juno
4. „Pumpin Blood“ – NoNoNo
5. „Let Her Go“ – Passenger
6. „Hands Around The World“ – Djorkaeff
7. „Benzin Beat“ – Djorkaeff
8. „Move“ – D/R Period
9. „Brother“ – Smashproof
10. „Ain't No Fun“ – Nitro
11. „Hey Now“ – Martin Solveig & The Cataracs feat. Kyle
12. „Everybody Talks“ – Neon Trees
13. „Das Ist Pimkie!“ – Beckmann
14. „Dry My Soul“ – Amanda Jenssen
15. „Change Is Gonna Come“ – Olly Murs
16. „What I Go To School For“ – Busted
17. „High Hopes“ – Kodaline
18. „Zeitkapsel“ – Beckmann
19. „Can’t Help“ – Parachute
20. „Deep Diving“ – Thilo Brandt
21. „Klassenzimmer Beat“ – Djorkaeff
22. „Laura, Sie Redet Mit Dir!“ – Beckmann
23. „Theater Beat“ – Djorkaeff
24. „Balkan Bachata“ – Clea & Kim
25. „Touch Me (I Want Your Body)“ – Samantha Fox
26. „Cheating“ (Remix) – John Newman